# Мосты через Русановский канал
Руса́новские мосты́ (укр. Русанівські мости) — комплекс железобетонных мостов через Русановский канал в городе Киев. В комплекс входят 3 автомобильных и два пешеходных моста. Построены в 1960-х годах. Наряду с искусственным Русановским каналом и намывным островом, являются частью проекта жилого массива Русановка.

## Автомобильные мосты
Построены в 1963 году, 1965 году и 1968 году соответственно. Имеют однопролётную арочную конструкцию опор.
- Мост, соединяющий Русановскую набережную и ул. Раисы Окипной (длина — 95 м, ширина — 14 м).
- Мост, соединяющий Русановскую набережную и Днепровскую набережную (длина — 100 м, ширина — 14 м.)
- Мост, соединяющий ул. Энтузиастов и ул. Марины Расковой (длина — 120 м, ширина — 18 м).

## Пешеходные мосты
Построены в 1967 и 1966 годах соответственно. Имеют по две опоры. 
- Мост, соединяющий бульвар Игоря Шамо и проспект Соборности (длина — 100 м, ширина — 4 м).

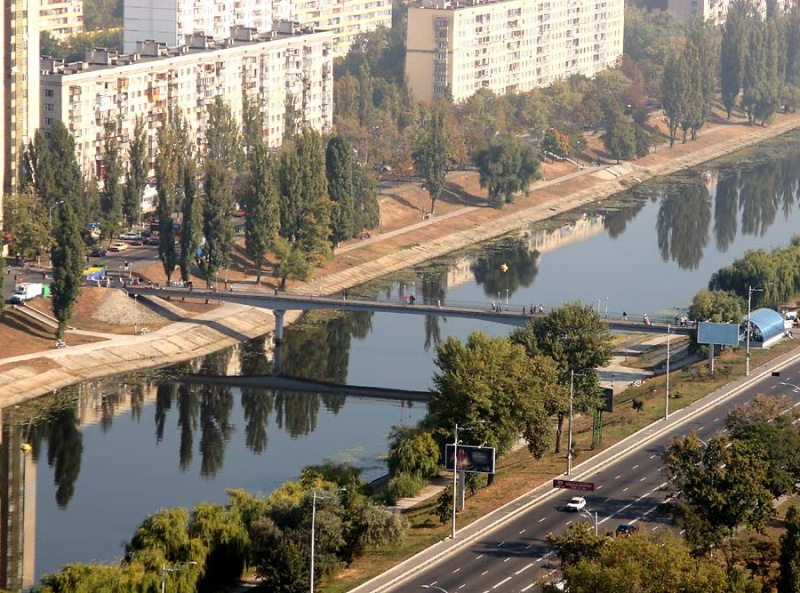
Пешеходный мост через Русановский канал

- Мост, соединяющий бульвар Игоря Шамо и ул. Ованеса Туманяна (длина — 110 м, ширина — 4 м).